# Alumel
L'alumel és un aliatge constituït pel 94%, aproximadament, de níquel, Ni, i de petites quantitats ben controlades de silici, Si, alumini, Al, i manganès, Mn. És molt resistent a la corrosió en medi oxidant, àdhuc per damunt de 1 000 °C. És emprat principalment com a element negatiu de termoparells. La seva resistivitat elèctrica és 0,294 μΩ·m i la seva conductivitat tèrmica 30 W/m/K. És una marca registrada per l'empresa Hoskins Manufacturing Company.